# Weeg (Lohmar)
Weeg ist ein Weiler, der zur Stadt Lohmar im Rhein-Sieg-Kreis in Nordrhein-Westfalen gehört.

## Geographie
Weeg liegt im Nordosten des Stadtgebiets von Lohmar. Umliegende Ortschaften und Weiler sind Hohn (Lohmar) und Kattwinkel im Norden, Höffen und Mailahn im Nordosten, Naaf, Büchel, Naafmühle und Bloch im Osten, Rengert im Südosten, Hausdorp im Süden, Höfferhof, Hausen, Jüchen und Dorpmühle im Südwesten, Mackenbach, Kirchbach und Grube Pilot im Westen, Wahlscheid und Münchhof im Nordwesten.
Nordwestlich von Weeg entspringt der Kirchbach, ein orographisch linker Nebenfluss der Agger. Südlich von Weeg entspringt der Atzenbach ebenfalls ein linker Nebenfluss der Agger.
Weeg ist landwirtschaftlich geprägt und dementsprechend von großen zusammenhängenden Wiesenflächen umgeben, die für Viehhaltung bzw. Ackerbau genutzt werden. Der Kirchbach wie auch der Atzenbach werden von Waldgebiet gesäumt.

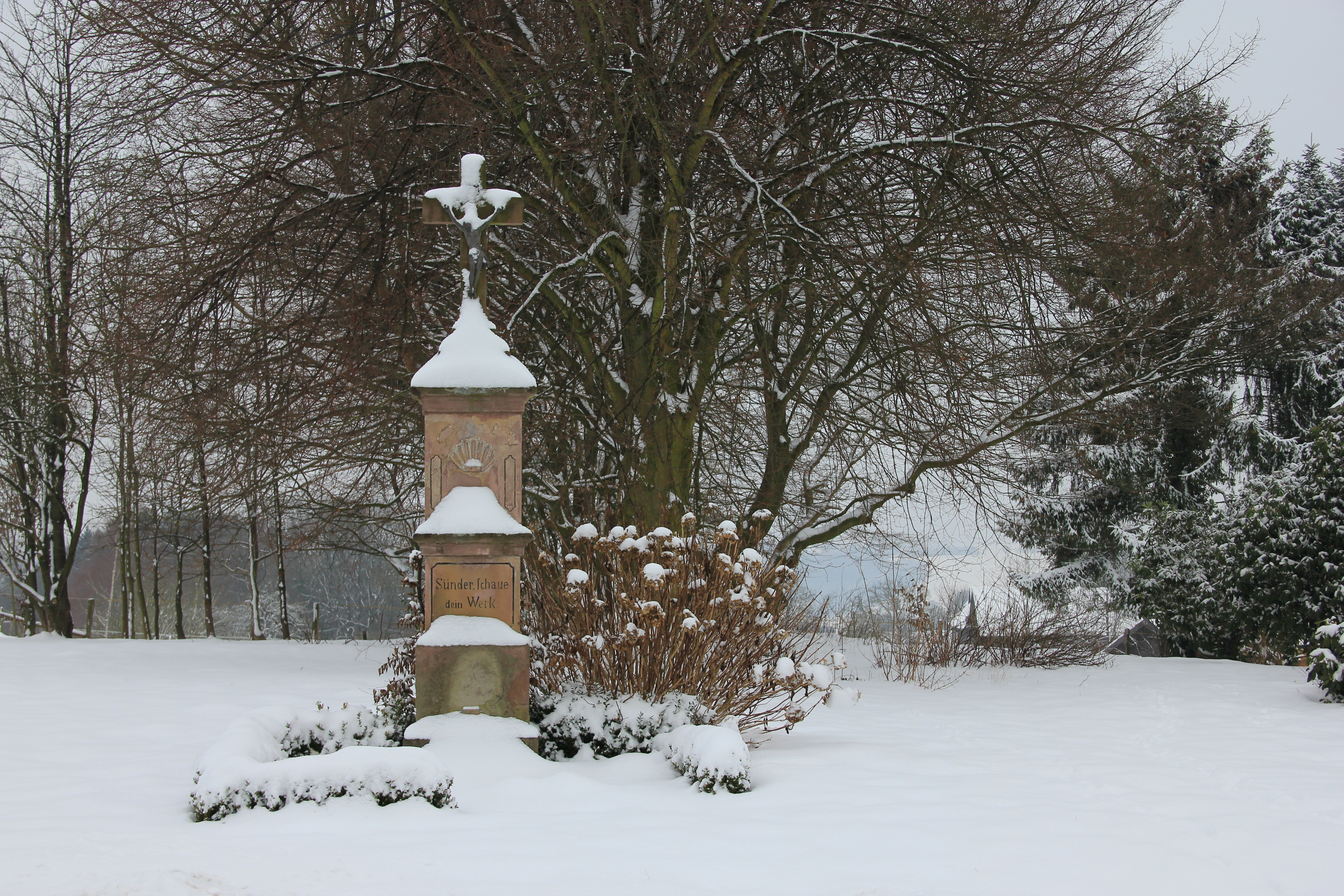
Wegekreuz in Lohmar-Weeg

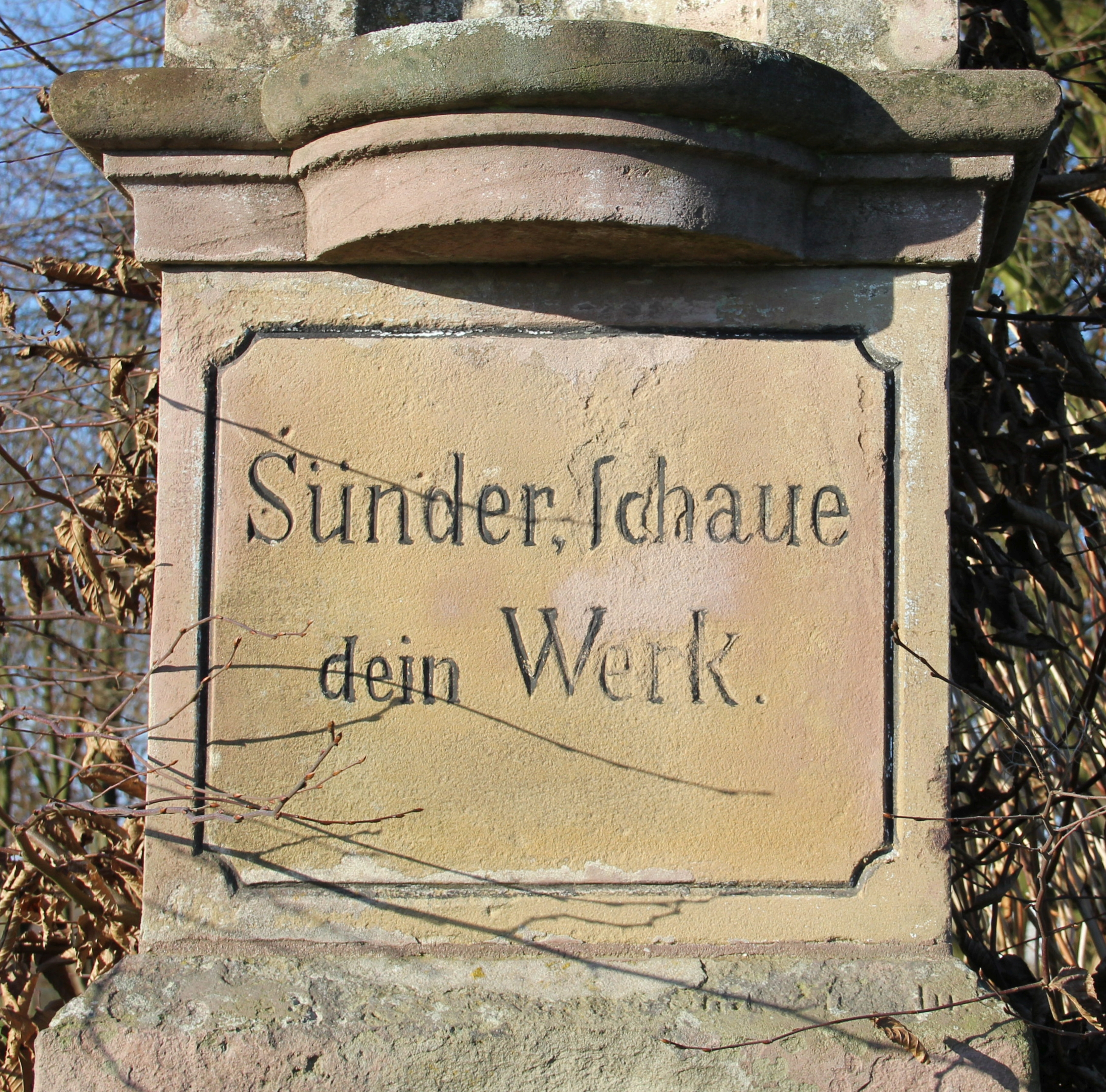
Inschrift des Wegekreuzes

## Geschichte
Weeg war schon sehr früh im Besitz der Abtei zu Michaelsberg. Nach einer Urkunde aus der Zeit von 1358–1364, die besagt, dass der Siegburger Abt, Nikolaus von Lahnstein, die Einkünfte aus dem gekauften Hof zu Wege bei Wahlscheid in Höhe von 30 Mark dem am Fuß des Klosterberges gelegenen Armenhospital überwiesen hat. Auf der Ploennis-Karte von 1715 findet sich Wech, bezeichnet als Freihof und mehrere Höfe. In der Tranchot-Karte von 1817 findet sich der Name Weeg. Auf einer Flurkarte von 1824 sind in Weeg neun Häuser verzeichnet.
Im Jahre 1885 hatte Weeg 52 Einwohner, die in elf Häusern lebten.
Nach einem Adressbuch aus dem Jahre 1901 gab es im Ort Weeg fünf Ackerer, einen Schmied, einen Sattler, einen Schreiner, einen Bäcker und einen Wirt.
Bis zum 1. August 1969 gehörte der Ort zu der bis dahin eigenständigen Gemeinde Wahlscheid.

## Kultur und Sehenswürdigkeiten
- Die Fachwerkgaststätte (Weeg 11) und die Fachwerkhofanlage (Weeg 15) stehen unter Denkmalschutz.[6] und sind in der Liste der Baudenkmäler der Stadt Lohmar unter Nr. 155 (Weeg 11) und Nr. 156 (Weeg 15) verzeichnet.
- Die Einwohner von Weeg nehmen traditionell am Wagenkorso der Wahlscheider Kirmes teil.
- Weeg ist ein guter Standort für den Beginn einer Wanderung in das Naturschutzgebiet Naafbachtal östlich von Weeg.
- An der Kreisstraße in Weeg steht ein Wegekreuz. Die schlichte Inschrift lautet: „Sünder, schaue dein Werk.“[2][7].

## Verkehr
- Weeg liegt an der Kreisstraße 34.
- Die Buslinie 547 verbindet den Ort mit Lohmar.
- Das Anruf-Sammeltaxi ergänzt den Busverkehr im ÖPNV. Weeg gehört zum Tarifgebiet des VRS.[8]
- Der Rundwanderweg „A3“ des Sauerländischen Gebirgsvereins (SGV) ab Pompeyplatz Wahlscheid[9][10] führt durch Weeg.

## Trivia
Weeg südwestlich von Höffen sollte nicht mit Weegen, das nordöstlich von Lohmar-Ort liegt, verwechselt werden.